# Gauthier Grumier
Gauthier René Jean-Baptiste Grumier (ur. 29 maja 1984 w Nevers) – francuski szpadzista, dwukrotny medalista olimpijski i wielokrotny medalista mistrzostw świata.
Podczas igrzysk olimpijskich w Londynie w 2012 roku był siedemnasty indywidualnie. Na rozgrywanych cztery lata później igrzyskach olimpijskich w Rio de Janeiro reprezentanci Francji w składzie: Yannick Borel, Gauthier Grumier, Daniel Jérent i Jean-Michel Lucenay wywalczyli złoty medal drużynowo. W rywalizacji indywidualnej zajął tam trzecie miejsce, za Park Sang-youngiem z Korei Południowej i Węgrem Gézą Imre.
Podczas mistrzostw świata w Turynie w 2006 roku wywalczył złoty medal drużynowo. W tej samej konkurencji zdobywał następnie złote medale na mistrzostwach świata w Antalyi (2009), mistrzostwach świata w Paryżu (2010), mistrzostwach świata w Katanii (2011) i mistrzostwach świata w Kazaniu (2014) oraz srebrny podczas mistrzostw świata w Kijowie (2012). Na mistrzostwach świata w Paryżu (2010) był też drugi indywidualnie, przegrywając w finale z Nikolaiem Novosjolovem z Estonii. Wynik ten powtórzył na mistrzostwach świata w Moskwie (2015), tym razem przegrywając z Gézą Imre. Był też trzeci podczas mistrzostw świata w Kazaniu (2014), plasując się za Francuzem Ulrichem Robeirim i Koreańczykiem Park Kyoung-doo.
Kilkukrotnie zdobywał złote medale mistrzostw Europy: indywidualnie na ME w Montreux (2015) oraz drużynowo podczas ME w Sheffield (2011), ME Montreux (2015) i ME w Toruniu (2016).
W swojej karierze zdobywał również indywidualnie złote medale igrzysk śródziemnomorskich w Almerii (2005) i igrzysk śródziemnomorskich w Pescarze (2009).